# Union Youth

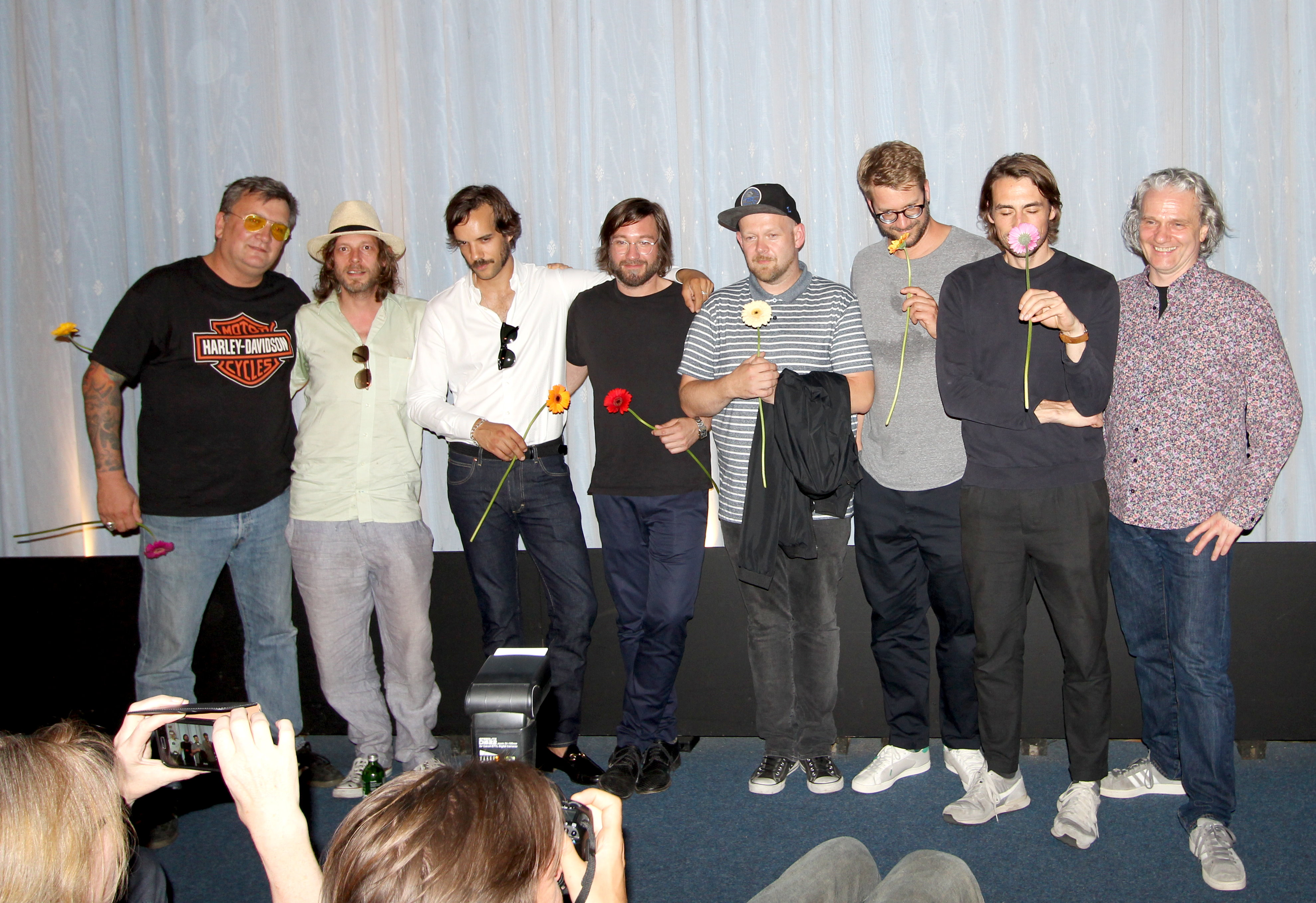
Die Band Pictures (ehemals Union Youth) mit den Regisseuren Timo Großpietsch und Christian von Brockhausen (6. u. 7. v. l.) bei der Filmpremiere Könige der Welt 2018.

Union Youth war eine deutsche Band, die 2001 im niedersächsischen Bad Bentheim gegründet wurde.

## Geschichte
Die Band setzte sich zusammen aus Resten der Band Jonas (Maze Valentin: Gitarre und Gesang, Jon Orion: Gitarre) und der Band Once on Mars (Nobse K.: Bass, Bowy: Schlagzeug).
Bekannt wurden sie durch zwei Auftritte im Vorprogramm der Band Bush im Juli 2002 in Düsseldorf und Hamburg.
Anfang des Jahres 2002 nahmen sie eine Demo-CD mit fünf Songs auf, welche unter der Produktion von Kurt Ebelhäuser entstand.
Sie unterschrieben einen Vertrag bei dem Major-Label Eastwest. 2002 erschien ihr Album The Royal Gene in Deutschland, Österreich und der Schweiz. Es folgte eine Tour mit Bands wie Beatsteaks, Mclusky, Die Ärzte, Zwan, Gluecifer und A. 2003 erschien die Maxi-CD Fruits for the Nation. Im Rahmen einer Konzertreise in den Vereinigten Staaten spielten Union Youth im Viper Room in West Hollywood.
Ihr zweites Album The Boring Years erschien 2005 auf dem Label Roadrunner Records. Zwischen 2003 und 2005 wurden zudem vier digitale Bootlegs veröffentlicht, die auf der offiziellen Band-Website erhältlich waren. Dazu zählen „Live in Berlin“, „Live in Köln“, „Live in Dortmund“ und „Southside 2003“. Jedoch ist das Lied „Everything too short“ das einzige Lied, das offiziell als Live-Version auf einer Union-Youth-CD veröffentlicht wurde. Als der Sänger Fred Durst von der Nu-Metal-Band Limp Bizkit die deutsche Alternative-Rockband auf seinem Label unter Vertrag nehmen wollte, lehnten Union Youth das Angebot ab.
Am 1. Januar 2006 gaben Union Youth auf ihrer Homepage das Ende der Band bekannt. Im Sommer desselben Jahres wurde noch eine Sammlung unveröffentlichter Aufnahmen und eine Liveversion auf dem eigenen Label Karo International Records veröffentlicht. Der Auflösungsgrund der Band waren die Ablehnung des Major-Deals durch Exler, der eine zu hohe Einflussnahme Dursts befürchtete und Schwierigkeiten hatte, mit dem schnellen Erfolgsdruck umzugehen, als auch Exlers anhaltende Drogensucht. 

## Nachleben
Seit der Bandauflösung wirken einige Bandmitglieder in diversen Musik-Projekten wie zum Beispiel S.P.Q.R.T., Punch Department, KEN oder Pictures mit. Gitarrist Orion stellt nun Gitarreneffekte her („Orion-Effekte“).
2017 erschien der Dokumentarfilm Könige der Welt – We were kings der beiden Regisseure Christian von Brockhausen und Timo Großpietsch, der die Bandgeschichte von Union Youth beleuchtet und auf der Berlinale 2017 lief. Im Mittelpunkt des 95-minütigen Dokumentarfilms, der alte Videoaufnahmen der Alternative-Rockband Union Youth enthält, steht Sänger und Gitarrist Maze Exler im Kampf gegen seine Drogen- und Alkoholsucht während eines siebenmonatigen Aufenthalts in der Fontane-Klinik für Psychosomatik in der Gemeinde Motzen (Mittenwalde) südlich von Berlin. Außerdem sieht man im Film die Indie-Rock-Band Pictures in Vertragsverhandlungen mit der Plattenfirma Virgin Records.
Pictures wurde als Nachfolgeband mit Maze (Exler, Gesang, Gitarre) und Bowy (Michael Borwitzky, Schlagzeug) 2015 gegründet, die 2017 ihr erstes Album Promise und 2019 ihr zweites Album Hysteria veröffentlichte.
Am 28. April 2024 gab die Band Pictures offiziell ihre Auflösung bekannt, nachdem im Jahr 2022 bereits mehrere Tourdaten abgesagt worden waren. Genaue Gründe für die Trennung der Band wurden nicht genannt.

## Diskografie

### Alben
- 2002: The Royal Gene (Eastwest Records):
- 2005: The Boring Years (Eat the Beat Music):
- 2006: And Somebody Said That He Should Go (Karo International Records):
- 2013: The Royal Gene (Reissue)
- 2013: The Boring Years (Reissue)

### Singles
- 2002: Planet of Pity (Eastwest Records)
- 2003: Fruits for the Nation (Eastwest Records)
- 2005: Sweet Song (nur Download & Promotion)
- 2005: About This Ride (nur Download & Promotion)
- 2006: Float Off (nur Download)

### Split-Singles
- 2002: Ken / Union Youth (Split) (RaketeMusik) – Ken – Eye (Eye), Ken – 1/2 bb, Union Youth – Fruits for the Nation (rough mix), Union Youth – Judge Me (rough mix)